# Aristide Théodoridès
Aristide Emile Théodoridès (* 30. Juni 1911 in Westende; † 4. Februar 1994 in Uccle) war ein belgischer Ägyptologe.

## Leben
Er studierte an der Université libre de Bruxelles, wo er 1937 ein Lizenziat in Geschichtswissenschaft, 1938 in Philosophie und 1939 in Orientalistik erhielt. Danach wurde er zunächst Lehrer. Unter dem Einfluss von Jacques Pirenne wandte er sich dann der Ägyptologie zu, die er in Paris studierte. 1958 wurde er in Brüssel mit einer Arbeit über die Chronologie der Gesetzesstele von Karnak promoviert. Seit 1963 lehrte er an der Université libre de Bruxelles, 1966 wurde er zum Professor berufen, 1981 trat er in den Ruhestand. Von 1978 bis zu seinem Tod war er Mitherausgeber der Révue Internationale des Droits de l’Antiquité.
Sein Spezialgebiet war das altägyptische Recht.